# Cornelia Wannée
Cornelia Johanna Wannée (Rotterdam, 22 september 1880 – Den Haag 29 september 1932) was een kookboekenschrijfster en directrice aan de Amsterdamse Huishoudschool.

## Levensloop
Cornelia werd geboren in een Rotterdams remonstrants gezin. Haar oudere broer Johannes Cornelis (1879) bezocht het gymnasium, Cornelia de HBS. Na de benoeming van haar vader tot hoofdcommies bij de Dienst Telegrafie in Amsterdam verhuisde het gezin in 1897 naar de Amsterdamse 2de Helmersstraat 76. Zoals veel huishoudschoolleraressen bleef Cornelia ongehuwd. Ze bleef na de vroege dood van haar moeder bij haar vader thuis wonen.

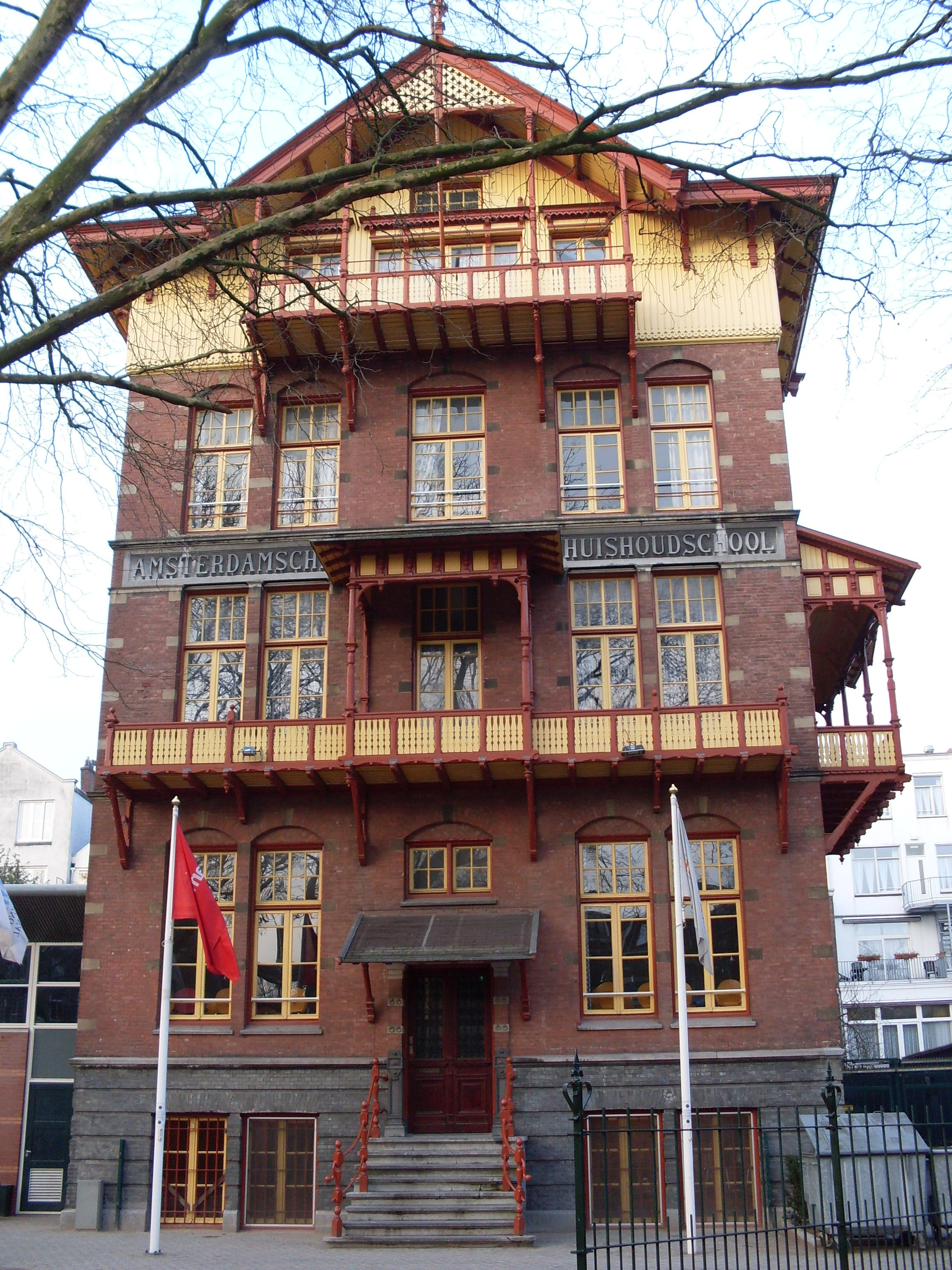
Amsterdamse Huishoudschool

Na haar eindexamen op de Amsterdamse meisjes-HBS in 1899 werkte ze in het huishoudonderwijs. Ze begon in 1901 met de tweejarige leraressencursus aan de Amsterdamse Huishoudschool aan het Vondelpark, waar ze les kreeg van onder meer de later bekende kookboekenschrijfster Martine Wittop Koning. 
Na een arbeidsconflict tussen leraressen en schoolbestuur vertrok een groot deel van de leraressen, inclusief directrice Suze Meyboom, om elders in Amsterdam de Nieuwe Amsterdamse Huishoudschool op te richten. In juni 1904 werd daar de 24-jarige Wannée benoemd als nieuwe lerares koken en voedingsleer.
In de zomer van 1914 werd ze korte tijd directrice van de huishoudscholen van Arnhem en Eindhoven. In 1921 werd ze directrice van de Vakschool voor Meisjes in Hoorn, later "Huishoud- en Industrieschool". Ze gaf hier ook nog les in koken, voedingsleer en gezondheidsleer.
Tien jaar na haar aantreden in Hoorn werd ze ziek en overleed op 29 september 1932 in het Gemeenteziekenhuis in Den Haag. Ze werd begraven op de Haagse begraafplaats Oud Eik en Duinen.

## Kookboek
In 1910 publiceerde Wannée haar Kookboek van de Amsterdamsche Huishoudschool. De bijna negenhonderd recepten in dit Wannée Kookboek waren een leidraad bij de bereiding van de dagelijkse maaltijd. De recepten waren geselecteerd op smakelijkheid, voedzaamheid en zuinigheid. Naast recepten uit de burgerkeuken bevatte het chiquere gerechten uit de ‘fijne keuken’. Het vinden van een uitgever was lastig na de verschenen kookboeken  Recepten van de Haagsche kookschool van A.C. Manden (1895) en Martine Wittop Konings Eenvoudige berekende recepten (1901). Als concessie deed ze afstand van haar auteursrechten, bovendien mocht ze geen kookboek bij een andere uitgever laten publiceren.
Waar Wittop Koning zich met haar kookboek op de arbeidersklasse richtte en Manden op de burgerdames, was het kookboek van Wannée bruikbaar voor een breed publiek. Het verkoopsucces leidde tot onenigheid met uitgever Becht over de betaling van herziene uitgaven. Toch bleef zij tot haar dood in 1932 meewerken aan herdrukken van haar boek.
Overeenkomstig haar contract schreef Wannée nooit meer een kookboek. Wel liet ze in 1919 in de nieuwe Vakbibliotheek van de Maatschappij voor Goede en Goedkoope Lectuur een Handleiding voor de huisvrouw verschijnen. Het bevatte veel gezondheids- en voedingsleer, maar recepten ontbraken. In 1921 werkte ze mee aan het Modern Kook- en Huishoudboek van A. Ter Bruggen-Simonsz. Na de dood van Cornelia liet uitgeverij Becht het boek herzien door de huishoudschoolleraressen/publicistes A.G. Del Baere-Rovers en Riek Lotgering-Hillebrand. Anne Scheepmaker is, blijkens de colofon uit de in 2014 verschenen herdruk, thans redacteur.

## Betekenis
Wannée probeerde de waarden van gezonde, smakelijke en gevarieerde voeding over te dragen. Ze wilde de idealen van de burgerkeuken overdragen op de arbeidersklasse, maar tegelijk wilde ze de burgerij, dienstbodes, verpleegsters en 'dames' voorschriften geven voor de fijne keuken. Zo bevat het kookboek bijvoorbeeld een recept met 300 gram truffel. Het boek had een opvoedend karakter met wijze raadgevingen.
Honderd jaar na de eerste verschijning verscheen als 28e druk een geheel herziene jubileumeditie van journaliste Anne Scheepmaker. Het bevat naast recepten verhalen over de geschiedenis van de kookschool en het kookboek. 
Op dat moment waren van het boek al zo’n miljoen exemplaren verkocht. Van de schrijfster is daarentegen geen portret of roepnaam bekend.

## Publicaties
- Wannee kookboek van de Amsterdamse Huishoudschool 528 pagina's ISBN 978-9023011781
- Kookboek van de Amsterdamsche Huishoudschool (Amsterdam 1910).
- Handleiding voor de huisvrouw. Eenige wenken op het gebied van gezondheidsleer, voedingsleer en warenkennis (Amsterdam 1919).